# Busije (Zemun)
Pour les articles homonymes, voir Busije.
Busije (en serbe cyrillique : Бусије) est un faubourg de Belgrade, la capitale de la Serbie. Il est situé dans la municipalité de Zemun.
En serbe, Busije signifie « l'embuscade ».

## Emplacement
Busije est un sous-quartier d'Ugrinovci, la seule localité à part entière de la municipalité de Zemun. Il est situé entre Ugrinovci et Batajnica, à l'extrême ouest de la ville de Belgrade.

## Histoire
L'origine de Busije, comme celle du hameau voisin de Grmovac, remonte à 1997 quand l'assemblée municipale de Zemun, dirigée par le Parti radical serbe, a décidé de vendre des lots de terres aux réfugiés serbes chassés de Croatie après l'opération Tempête de 1995. Le prix des terres était bas et les acheteurs négligèrent le fait que le secteur était totalement dépourvu d'infrastructures.

## Caractéristiques

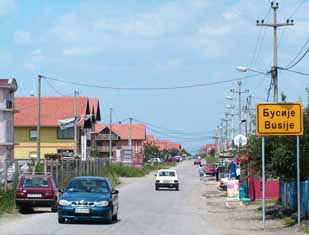
Une rue de Busije

Le gouvernement de la ville de Belgrade considérait Busije comme un établissement sauvage, dans la mesure où l'on y a construit sans permis et sans plan. En 2006, les rues furent pavées, une ligne de bus relia Busije à Batajnica et une église orthodoxe dédiée aux saints Cyrille et Méthode y fut bâtie. Busije manque encore de certaines infrastructures de base (écoles, centre médical, bureau de poste) mais les habitants ont commencé à obtenir la légalisation de leurs maisons.
En 2006, selon les estimations, 750 familles, soit 3 000 habitants vivaient à Busije, dont 90 % étaient des réfugiés de Croatie.

## Transports
Le quartier est desservi par la ligne 702 (Gare de Batajnica – Busije) de la société GSP Beograd.